# 神山前进统一机构
神山前进统一机构（缩写；简称民统党、沙民统；前名卡达山杜顺姆鲁族统一机构或卡达山巴索民族统一机构）是马来西亚一个以沙巴为其政治活动中心的区域政党，曾是国民阵线（国阵）的成员党之一。2018年国阵在大选中失利后退出国阵，转而与新的执政联盟希望联盟合作。2019年议决改为现在的名字。2021年正式宣布加入希望联盟。

## 历史

### 沙巴民主党 (1994年-1999年)
民统党前身为沙巴民主党。该党创始人柏纳东博原为沙巴团结党成员，但在1994年沙巴州选后，柏纳东博与沙团党的其他成员一起退出该党，并成立了沙巴民主党。沙巴团结党原本已赢下州选，但因柏纳东博、佐瑟古律等人倒向国阵，而导致其州政府倒台。柏纳东博连同其他沙巴民主党的州议员，支持沙巴巫统的沙卡兰担任州首长。国阵在执政沙巴后，推行“轮换系统”，让来自穆斯林土著、非穆斯林土著和华裔社群的领袖轮流担任沙巴首席部长，每人任期两年。柏纳东博本人也在1998年至1999年期间，出任沙巴州首长。

### 卡达山杜顺姆鲁族统一机构组织 (1999年-2019年)
1999年8月8日，该党更名为“卡达山杜顺姆鲁族统一机构”（UPKO），简称沙民统，民统党。“UPKO”之缩写，取自1960年代由莫哈末·法·史蒂芬所创立的卡达山巴索统一机构，此党在1967年已解散。民统党被重新定义成一个声张沙巴非穆斯林土著社群权益，并推进该社群发展的政党。该党也关注马来西亚半岛原住民的权益与发展。
民统党曾与另一国阵成员党，沙巴人民团结党讨论合并事宜。该党曾经有意在2008年退出国阵和民联合作，但最终不告而终。
2009年，民统党在霹雳开设了四个区部，以寻求当地的原住民社群支持。在2013年马来西亚大选中，民统党主席柏纳东博在其兵南邦国会选区败给了人民公正党的达勒雷京。柏纳东博在隔年辞去民统党主席一职，并由马迪乌斯登敖接任民统党主席。
民统党成员多为沙巴本土非穆斯林土著，而该社群主要信仰基督教。作为国阵政府的成员党，民统党对影响基督徒的政策保持关注。2013年，马来西亚高等法庭作出了允许一家基督教报纸使用“阿拉”字眼描述上帝的裁决。首相纳吉支持政府对该裁决作出上诉。民统党主席柏纳东博谴责了政府的该次上诉，并表示基督徒，尤其是马来西亚土著，有权利在描述上帝时使用“阿拉”字眼。
此外，民统党也曾在2013年成功争取到了沙巴非法移民皇家调查委员会的成立，以调查并解决沙巴的非法移民问题。同年，该党国会议员威弗烈邦布宁退出民统党并加入公正党，以对政府在非法移民问题上的不作为表示不满。除此之外，民统党也支持废除内安法令。该法令允许执法者在未经审讯的情况下，扣留任何“危害国家安全”的人，并已在2011年被废除。
国阵在2018年马来西亚大选中落败后，民统党退出该联盟，并转向与沙巴民兴党和希望联盟合作，共同执政沙巴。

### 神山前进统一组织 (2019年至今)
2019年11月24日，该党再次更名为“神山前进统一组织”，同时保持其最初的 UPKO 首字母缩略词，并向卡达山杜顺人以外的其他种族开放党员身份。
在2020年沙巴州选举中，该党与民兴党和希望联盟合作，组成了民兴党+联盟。民统党竞选12席，但只赢得1席。而民兴党+一共只获73席中的32席，败给了赢得38席的沙巴人民联盟。2021年8月26日，希望联盟宣布接纳民统党的加盟。该党也是首个加入希盟的东马本土政党。

党徽史
UPKO logo (1999-2019)

### 2022年马来西亚大选
民统党在这届大选中首次以希望联盟旗帜出战选举，该党只竞选沙巴州5国席。最终只赢得了两席，分别是党主席马迪乌斯登敖的斗亚兰国席和副主席依温贝尼迪的兵南邦国席。马来西亚在本次选举后陷入了悬峙议会，任何一方无法掌握简单多数组政府的局面，该党与其他盟党都全力支持安华出任首相。在安华出任首相后所组的内阁中，副主席依温贝尼迪受委任为企业发展及合作社部长，这也是民统党时隔五年后再度重返内阁。2023年1月15日，副主席依温贝尼迪出任民统党第三任主席。

## 领导层
| - 主席: - 依温贝尼迪 - 署理主席: - 唐纳摩尊丁 - Vice-President: - Gilbert Syam - Pangiran Lalung - 妇女组主席: - Juliana Jani - 青年团团长: - Felix Joseph Sitin Saang - 总秘书: - Nelson Angang - 副总秘书: - Wong Thien Fook - 总财政: - Laurentius Nayan Ambu - 副总财政: - Sualim Gopog | - 宣传主任: - Joisin Romut - 组织秘书: - 最高理事: - Peter Jr Naintin - Johnny Intang - Miming Pornama - Lawrence Odong - Akuang Suan - Sylvester Taing - Basari Sarkun - Conrad Wong - Japari Kunin - Carl Moosom - Padis Majingkin - Dennison R. Indang - Raymond Jury - Lawrence Jomiji - William Sampil - Kennedy John - 执行秘书: - Jairaiaz Joseph |

## 当选代表

### 国会上议院
沙民统目前在马来西亚上议院占有1席。
| 委任方   | 上议员       | 代表         |
| -------- | ------------ | ------------ |
| 最高元首 | 尼尔森安岗   | 大众         |
| 总数     | 最高元首 (1) | 最高元首 (1) |

### 国会下议院
沙民统目前在马来西亚下议院占有2席。
| 沙巴 | P170     | 斗亚兰   | 马迪乌斯登敖 |          |          |
| 沙巴 | P174     | 兵南邦   | 依温贝尼迪   |          |          |
| 总数 | 沙巴 (2) | 沙巴 (2) | 沙巴 (2)     | 沙巴 (2) | 沙巴 (2) |

### 州立法议会
沙巴州立法议会
| 州属 | 国会选区编号 | 国会选区 | 州选区编号 | 州选区   | 州议员     | 所属政党 | 所属政党 |
| ---- | ------------ | -------- | ---------- | -------- | ---------- | -------- | -------- |
| 沙巴 | P169         | 古打毛律 | N11        | 卡达迈央 | 依温贝尼迪 |          | 沙民统   |
| 总数 | 沙巴 (1)     | 沙巴 (1) | 沙巴 (1)   | 沙巴 (1) | 沙巴 (1)   | 沙巴 (1) | 沙巴 (1) |

## 历届全国大选成绩
| 大选              | 当选议席 | 总得票数 | 总得票率 | 选举结果                                                       | 选举领袖     |
| ----------------- | -------- | -------- | -------- | -------------------------------------------------------------- | ------------ |
| 1995 (沙巴民主党) | 0 / 192  |          |          | ━ ; 在国会内无代表                                             | 柏纳东博     |
| 1999              | 3 / 193  |          |          | ▲3席; 执政党 (国民阵线)                                        | 柏纳东博     |
| 2004              | 4 / 219  | 55,117   | 0.79%    | ▲1席; 执政党 (国民阵线)                                        | 柏纳东博     |
| 2008              | 4 / 222  | 58,856   | 0,74%    | ━ ; 执政党 (国民阵线)                                          | 柏纳东博     |
| 2013              | 3 / 222  | 53,584   | 0.48%    | ▼1席; 执政党 (国民阵线)                                        | 柏纳东博     |
| 2018              | 1 / 222  | 57,062   | 0.47%    | ▼2席; 反对党 (国民阵线), 后成执政党, 政变后成反对党 (希望联盟) | 马迪乌斯登敖 |
| 2022              | 2 / 222  | 72,751   | 0.47%    | ▲1席; 执政党 (希望联盟)                                        | 马迪乌斯登敖 |

## 历届州选举成绩
| 州选举   | 州立法议会 | 州立法议会        |
| 州选举   | 沙巴州议会 | 当选议席/参选议席 |
| -------- | ---------- | ----------------- |
| 2/3 多数 | 2 / 3      | 2 / 3             |
| 1999     | 2 / 60     | 2 / 12            |
| 2004     | 5 / 60     | 5 / 6             |
| 2008     | 6 / 60     | 6 / 6             |
| 2013     | 4 / 60     | 4 / 6             |
| 2018     | 5 / 60     | 5 / 6             |
| 2020     | 1 / 73     | 1 / 12            |

## 延伸阅读
- 沙巴团结党
- 沙巴人民团结党
- 沙巴人民联盟
- 人民复兴党
- 人民统一公正阵线（英语：People's Justice Front）
- 卡达山杜顺人统一机构（英语：United Pasokmomogun Kadazan Organisation）
- 沙巴民族统一机构
- 沙巴华人公会